# モチーフのL関数
数学のモチーフの L 関数（モチーフのえるかんすう、英: motivic L-functions）とは、ハッセ・ヴェイユの L 関数を大域体上の一般のモチーフへと一般化したものである。有限素点 v における局所 L 因子はモチーフの v 進実現における v での惰性群で不変な空間に作用する v におけるフロベニウス元の固有多項式によって与えられる。無限素点については、ジャン＝ピエール・セールが論文 (Serre 1970) にていわゆるガンマ因子のレシピをモチーフのホッジ実現の言葉で与えた。他の L 関数同様、モチーフの L 関数も複素平面全体へ有理型関数に解析接続でき、モチーフ M の
L 関数
L(s, M)
をモチーフ M の双対
M∨
の
L 関数
L(1 − s, M∨)
と関係づける関数等式があるだろうと予想されている。

## 諸例
アルティン L 関数やハッセ・ヴェイユ L 関数が基本的な例である。また、例えば (Scholl 1990) によって新形式（原始的なカスプ形式のこと）に付随するモチーフが構成されているので、これの L 関数もモチーフの L 関数である。

## 予想
モチーフの L 関数について様々な予想が立てられている。モチーフの L 関数はすべて保型 L 関数として生じ、したがってセルバーグクラスの L 関数であろうと信じられている。これらの L 関数の整数での値に関する予想としては、ドリーニュ予想、ベイリンソン予想、ブロック・加藤（の L 関数の特殊値についての）予想などがある。これらはリーマンゼータ関数については知られていることの一般化である。